# آینه‌ورزان
آینه ورزان نام روستایی است در 55 کیلومتری شرق تهران و 64 کیلومتری فیروزکوه در جاده تهران-فیروزکوه در ارتفاع 2220 متری از سطح دریا قرار دارد. 
این روستا در شهرستان دماوند و از توابع آبسرد می باشد. 
نام قدیم این روستا «عین ورزان» بوده به معنای جایی که چشمه‌های بسیاری دارد که طی سال‌های اخیر به «آیینه ورزان» تغییر کرده لکن بومی‌های این روستا را کماکان عین ورزان می‌خوانند.
درباره وجه تسمیه «آینه ورزان» برخی معتقدند چون روستای «زان» دقیقا روبروی این روستا در پایین دست جاده قرار دارد که باغ‌های سرسبز گردو و سیب در آن است و از آنجا که این روستا نیز مشابهت زیادی به روستای «زان» دارد و دقیقا قرینه و همتا و آینه آن در بالادست واقع شده به «آیینه‌ورزان» شهرت پیدا کرده، یعنی همچون آینه‌ای در کنار  روستای زان. یا «عین» یعنی چشمه‌ای در جوار روستای زان.
قدمت این روستا به ۲۰۰۰ سال می رسد. در بالای کوه مشرف به این روستا که در بین بومیان به «سر قلعه» معروف است بقایای یک قلعه که منتسب به شاهی به نام «نوذر شاه» است ؛ به چشم می خورد.
زبان مردم این روستا فارسی و گویش آنها « البرزی » است که شباهت بسیاری به گویش « مازنی » یا مازندرانی دارد و البته تفاوتهایی نیز با آن دارد.
تا چند سال قبل منبت کاری در این روستا بسیار رواج داشت. بنحوی که در کوچه های این روستا صدای ضربه دست استادکاران به مغار و چوب به آسانی بگوش می رسید. در اين روستای سرسبز و آباد درختان زيادی همچون گيلاس ، زردآلو ، سيب ، گردو ، آلبالو توت، شاتوت، انگور و . . . وجود دارد و آب و هوای عالی آن زبانزد عام و خاص می باشد .
اين روستا به ۳ بخش تقسيم شده محله پایین  که مهاجرین صد سال گذشته به آیینه ورزان هستند که عموما در اطراف امامزاده زندگی می کنند؛ عمدتا سادات از تیره «میرزایی» و «عبداللهی» یا «میرعبداللهی» هستند و محله بالا که بر روی كوه قرار گرفته و بومیان قدیمی آیینه ورزان و عموما از نسل فردی بنام «مشت حسین» هستند که با نام فامیلی «محمدی» و «اشرفی» و «نعمتی» شهرت دارند. تیره دیگر اهالی محله بالا فرزندان «اسماعیل بیگ» هستند که با نام‌های خانوادگی «اسماعیلی»، «خدایی» و «حاج کدخدایی» شهرت دارند. از دیگر خاندان‌های بزرگ محله بالا خاندان « شاهرخی» و «نیّری» هستند که همگی در بالا محله زندگی می کنند. 
محله وسط یا «زیار محله» که نوادگان آل زیارند، از شیعیان مخلصی هستند که از منطقه طبرستان به آنجا مهاجرت کرده اند. 
از مشهور ترین افراد زیار محله "مشت عزیز" بود که فردی بسیار بذله‌گو و شوخ طبع بود و علیرغم گذشت قریب به نیم قرن از فوت وی هنوز خاطرات و بذله‌گویی‌ها و روحیه شوخ طبع او بین اهالی زبانزد است. نام کامل «مشت عزیز»، عزیز الله رحمانی است که چهار پسر به نام‌های یدالله، نورالله، امرالله، شکرالله و سه دختر به نام‌های فاطمه، سکینه و شیرین داشته است. که همگی در روستا به فضیلت و تقوا و پاکدستی و ایمان شهرت دارند. خود «مشت عزیز» با وجود شوخ طبعی، بسیار اهل تقوا و عبادات فراوان بوده و شغل اصلی او پینه‌دوزی و کفاشی بود. وی به لقمه حلال و پرهیز از اذیت و آزار خلق خدا تاکید فراوان داشت. 
همسر وی مشهور به «ننه آقا» نیز زنی بسیار پرهیزکار و اهل فضیلت بود که محل رجوع مردم برای دعا و عرض حاجات بود. 
روستا داری یک مسجد در محله پایین(مسجد امام حسن مجتبی)، یک مسجد در محله بالا(مسجد امام حسین)، یک مسجد کوچک در محله وسط(مسجد صاحب الزمان) و یک مسجد جامع است که بدستور مستقیم حضرت امام خمینی(ره) بنا شده است. 
با این وجود فعلا این روستا فقط دو امام جماعت فعال و مقیم به نام‌های حجج اسلام مرتضی موسی پور و محمدحسن سلطانی دارد. و مسجد جامع، و صاحب الزمان غیرفعال و یا نیمه فعال هستند و بصورت مناسبتی و گاه‌گاهی به فعالیت می‌پردازند. 
يكی از مسيرهای قله زرين كوه يا زرينه كوه به ارتفاع ۳۴۵۲ متر غير از روستاهای جابان و خسروان از اين روستا ميگذرد . با صعود بر روی اين قله دورنمايی زيبا از درياچه های تار و هوير را خواهيم داشت .
این روستا دارای جوی آبی دائمی است که در ارتفاعات آن آبشاری از آن به نام آبشار صلح آیینه ورزان بوجود آمده است که هرساله طبیعتگردان بسیاری برای دیدن این آبشار به آیینه ورزان می آیند.
همچنین یک چشمه آب دائمی نیز از زیر قبر مبارک امامزاده جریان دارد که گفته می‌شود به برکت وجود ایشان جاری گردیده است. 
مقبره چند صد ساله امامزاده عبدالله ابن موسی بن جعفر علیه السلام (عموی امام رضا علیه السلام) در این روستا قرار دارد. که در تاریخ اسلام به «عبدالله افطح» شهرت دارد. درستی و صحت نسب ایشان به تایید آیت الله العظمی مرعشی نجفی رحمه الله علیه که دارای علم الانساب و نسب شناس شهیر معاصر بوده رسیده است. ایشان در این تبارنامه تاکید کرده‌اند که ایشان پسر بلافصل جناب والاگهر جناب مبیّن الحقایق و الدقایق حضرت جعفر صادق(علیه السلام) از مادری به نام «ام فروه» است که شکی در آن نیست و شبهه ندارد. همچنین تاکید نمودند که این امامزاده واجب التعظیم و التکریم بوده و بر کافه اهالی محال دماوند و قریه‌های اطراف آن لازم و واجب است که در تکریم ایشان بکوشند. 
بزرگان و علمایی چون حضرت آیت الله عبدالله جوادی آملی و آیت الله شیخ احمد مجتهدی تهرانی به زیارت این مرقد پرداخته و آن را تکریم نموده‌اند. 
در محوطه صحن این امامزاده چناری وجود دارد که قدمت آن به 800 سال می رسد. و قدمت آن به تایید وزارت میراث فرهنگی و گردشگری نیز رسیده است. 
آورده‌اند که چون شیخ شربتی بدن مطهر حضرت را کنار آن درخت چنار قرار داد، به اذن الهی چشمه‌ای برای غسل حضرتش از زمین جاری گشت که تا هم‌اکنون آب از آن جاری است و در بعضی فصول آب آن آنقدر فراوان است که بخشی از زمین‌های زراعی محله پایین از آن آبیاری می‌شوند. و همواره زائرین برای تبرک از آن می‌نوشند. 
در این روستا حمامی باستانی ثبت شده قرار داشت که چند سال پیش تخریب و بجای آن مغازه ساخته شد.
یکی از ضرب المثل های آیینه ورزان «تاریکی نِستِه رُوشِناییِ مُپّا» می باشد که ترجمه فارسی رسمی آن «در تاریکی نشسته و به روشنایی نگاه می کند» است و دلالت بر زمانی دارد که اگر دوفرد با هم اختلاف داشته باشند و یکی از آن دو در حال انجام کاری اشتباه باشد دیگری با اینکه می داند وی در حال انجام کاری اشتباه است به وی تذکر نمی دهد تا از این اشتباهش خسارت ببیند.
یکی از اشعار محلی و عامیانه این روستا عبارت است از:
سرحوضک تاریکه و کیچان یخ دَوسه / سنگینی برف جوزدارِ بشکسته
که بدین معنی است:
محله سرحوضک(یکی از محله‌های روستا) تاریک است و کوچه‌ها یخبندان است بطوریکه سنگینی برف شاخه‌های محکم درخت گردو را شکسته است
از تکه کلام های آیینه ورزانیان «چِراغَک از چِشُم بَپِّریُو» می باشد که ترجمه فارسی آن «نور چشمم رفت» می باشد که دلالت بر زمانی دارد که فرد در زمانی کوتاه دچار ترس و وحشت ناشی از دست دادن چیزی یا کسی می شود.
تکه کلام دیگر «سر چوبک نستو» است که به معنی آن است که فرد بسیار بهانه‌جو و مترصد گرفتن آتو برای دعوا راه انداختن است
یکی از ضرب المثل‌های لطیفه‌گونه آن این است:
بِشم میشم موشم میارمشه
که بدین معنی است:
می‌روم میشم را می‌دوشم و می‌آورم
یکی دیگر از ضرب المثل‌های این روستا «گِردی گِردی، نَگِردی نَگِردی» به معنای همان «شد شد نشد نشد» می‌باشد.
```
تمام اطلاعات منبعث از مصاحبه های نگارنده با بومیان روستا می باشد.
```